# 정1품
정1품(正一品)은 18개의 품계에서 가장 높은 계급이다. 동반은 문관이고 서반은 무관이며 이 둘 다 같은 품계를 사용한다. 오늘날의 총리급에 해당한다.

## 고려시대
고려시대의 18품계 중 가장 높았다. 문종 관제에는 태사(太師)·태부(太傅)·태보(太保) 등 삼사(三師)와 태위(太尉)·사도(司徒)·사공(司空) 등 삼공(三公), 내직(內職)으로 귀비(貴妃)·숙비(淑妃)·덕비(德妃)·현비(賢妃) 및 외명부(外命婦)의 공주·대장공주(大長公主) 등이 있었다.

## 조선시대

### 품계명
|      | 문산계                            | 종친              | 의빈              |
| ---- | --------------------------------- | ----------------- | ----------------- |
| 상계 | 대광보국숭록대부 大匡輔國崇祿大夫 | 현록대부 顯祿大夫 | 수록대부 綏祿大夫 |
| 하계 | 보국숭록대부 輔國崇祿大夫         | 흥록대부 興祿大夫 | 성록대부 成祿大夫 |

- 1865년(고종 2년)에 대전회통에서 종친과 의빈의 품계를 동반의 문산계로 합하였다.
- 문무관 정1품의 적처는 정경부인(貞敬夫人), 종친의 처는 군부인 군부인(郡夫人)이나 부부인(府夫人)이라 하였다.

### 관직
- 의정부: 영의정, 좌의정, 우의정
- 제언사, 비변사, 선혜청, 준천사, 주교사, 승문원, 봉상시, 종부시, 사옹원, 내의원, 군기시, 군자감, 사역원, 전함사, 종묘서, 사직서, 경모궁, 문소전, 영의전, 장생전, 훈련도감, 양향청, 금위영, 어영청, 경리청: 도제조(都提調)
- 돈녕부, 중추부, 경연청, 홍문관, 예문관: 영사(領事)
- 춘추관: 영사(領事), 감사(監事)
- 종친부: 군(君), 판종정경(判宗正卿)
- 의빈부: 위(尉)
- 세자시강원: 사(師), 부(傅)